# Benjamin Boukpeti
Benjamin Kudjow Thomas Boukpeti (ur. 4 sierpnia 1981 w Lagny-sur-Marne), kajakarz górski reprezentujący Togo. Brązowy medalista olimpijski z Pekinu.
Czarnoskóry zawodnik urodził się we Francji, startuje jednak w barwach Togo. Bez powodzenia startował już w Atenach. Cztery lata później przed finałem prowadził, ostatecznie zajął trzecie miejsce. Zdobyty przez niego medal jest pierwszym krążkiem olimpijskim w historii dla Togo.

## Starty olimpijskie (medale)
Pekin 2008
- K-1 slalom (kajakarstwo górskie) –  brązowy medal